# دينو كازانوفا
دينو كازانوفا (بالإنجليزية: David DiMeglio)‏ هو مصارع هاوي أمريكي، ولد في 8 فبراير 1967 في بالتيمور في الولايات المتحدة، وتوفي في 1 مارس 2002 بسبب نوبة قلبية.

## وصلات خارجية
- دينو كازانوفا على موقع CageMatch worker (الإنجليزية)
- دينو كازانوفا على موقع قاعدة بيانات المصارعة على الإنترنت (الإنجليزية)

- دينو كازانوفا على موقع IMDb (الإنجليزية)